# Tetleyus miersi
Tetleyus miersi är en rundmaskart som beskrevs av Dale 1965. Tetleyus miersi ingår i släktet Tetleyus och familjen Thelastomatidae. Inga underarter finns listade i Catalogue of Life.